# Boulengerula niedeni
Espèce
Statut de conservation UICN

 EN B1ab(iii) : En danger
Boulengerula niedeni est une espèce de gymnophiones de la famille des Herpelidae.

## Répartition
Cette espèce est endémique des monts Taita dans le district de Taita-Taveta au Kenya. Elle se rencontre entre 1 000 et 1 500 m d'altitude.

## Étymologie
Cette espèce est nommée en l'honneur de Fritz Nieden.

## Publication originale
- Müller, Measey, Loader & Malonza, 2005 : A new species of Boulengerula Tornier (Amphibia: Gymnophiona: Caeciliidae) from an isolated mountain block of the Taita Hills, Kenya. Zootaxa, no 1004, p. 37-50 (texte intégral).